# MorphOS
A MorphOS egy AmigaOS-szerű operációs rendszer (OS), mely vegyíti a zárt- és nyílt forráskódú elemeket.  A szoftvert a MorphOS Development Team fejleszti, mely a világ különböző pontjain dolgozó informatikai szakemberekből áll, akik közül nagyon sokan korábban Amigára is fejlesztettek.

## Hardvertámogatás
A MorphOS-t eredetileg a Pegasos PowerPC (PPC) alapú számítógéphez fejlesztették ki, majd kiadták PowerUP gyorsítókártyás Amigákra (v1.4.5), illetve több, a Genesi által gyártott PPC rendszerre, mint például az Efika (v2.0). Az operációs rendszer készítői a 2.4 verziótól kezdődően fokozatosan alkalmassá tették a MorphOS-t Apple gyártmányú számítógépeken való használatra, úgy mint: Mac mini (v2.4), eMac (v2.5), vagy Power Mac G4 (v2.6). A MorphOS a 3.2-es változatától támogatja a Power Mac G5 számítógépeket. A rendszermagja a Quark mikrokernel.

## Jellemzők
- AHI – hang alrendszer (API)

Rendszer-architektúra

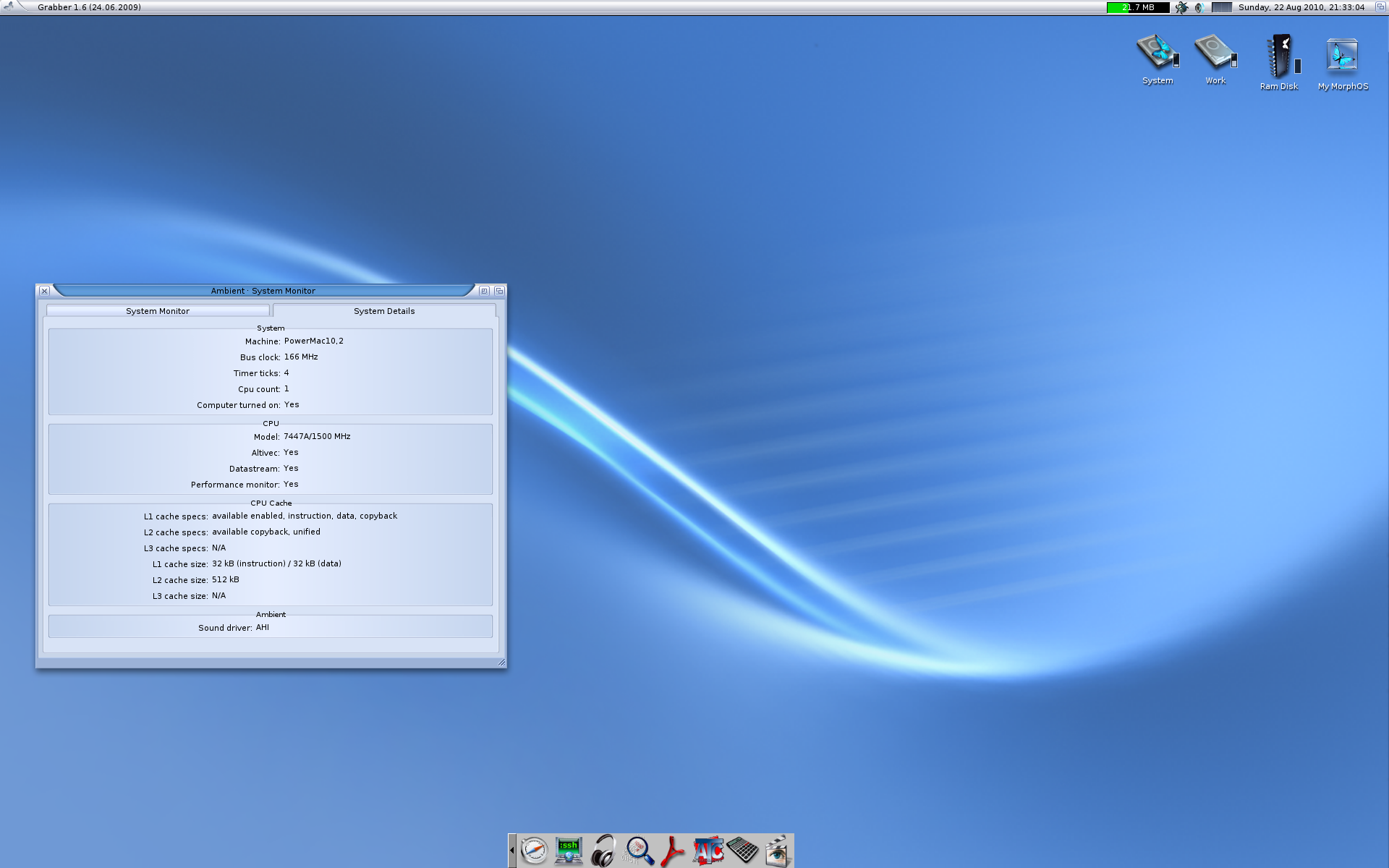
Ambient felület MorphOS-en

- Ambient – az alapbeállítású MorphOS felhasználói felület, melyet a Workbench, illetve a Directory Opus 5 inspirált
- CyberGraphX – grafikus alrendszer, melyet eredetileg Amigákra fejlesztettek ki
- Magic User Interface – az elsődleges grafikus felhasználói felület (GUI) eszköztár
- Poseidon – Amigákra kifejlesztett USB stack
- TurboPrint – nyomtatókezelő alrendszer
- TinyGL – OpenGL implementáció és Warp3D kompatibilitási réteg
- Quark mikrokernel – alapszintű hardverkezelés, egy ABox nevű 68k emulációs réteggel (JIT)

## MorphOS szoftverek
A MorphOS képes futtatni minden „rendszerbarát” 68k processzorokra írt szoftvert. A PPC alkalmazások használni tudják a 68k-ra írt programkönyvtárakat (library) és adattípusokat (datatype). Az operációs rendszer tartalmaz egy PowerUP és egy WarpUP kompatibilitási réteget az Amiga PowerPC gyorsítókártyákon való futtathatósághoz. A MorphOS programok legnagyobb adattárháza az Aminet, de létezik specifikus programtár is, mint például a MorphOS-Storage.

### Előtelepített alkalmazások
A MorphOS-t számos előtelepített felhasználói programmal szállítják, mint például:
- Wayfarer böngésző
- Iris levelezőprogram
- Jukebox zenelejátszó
- stb.[11]

## Támogatott hardverek

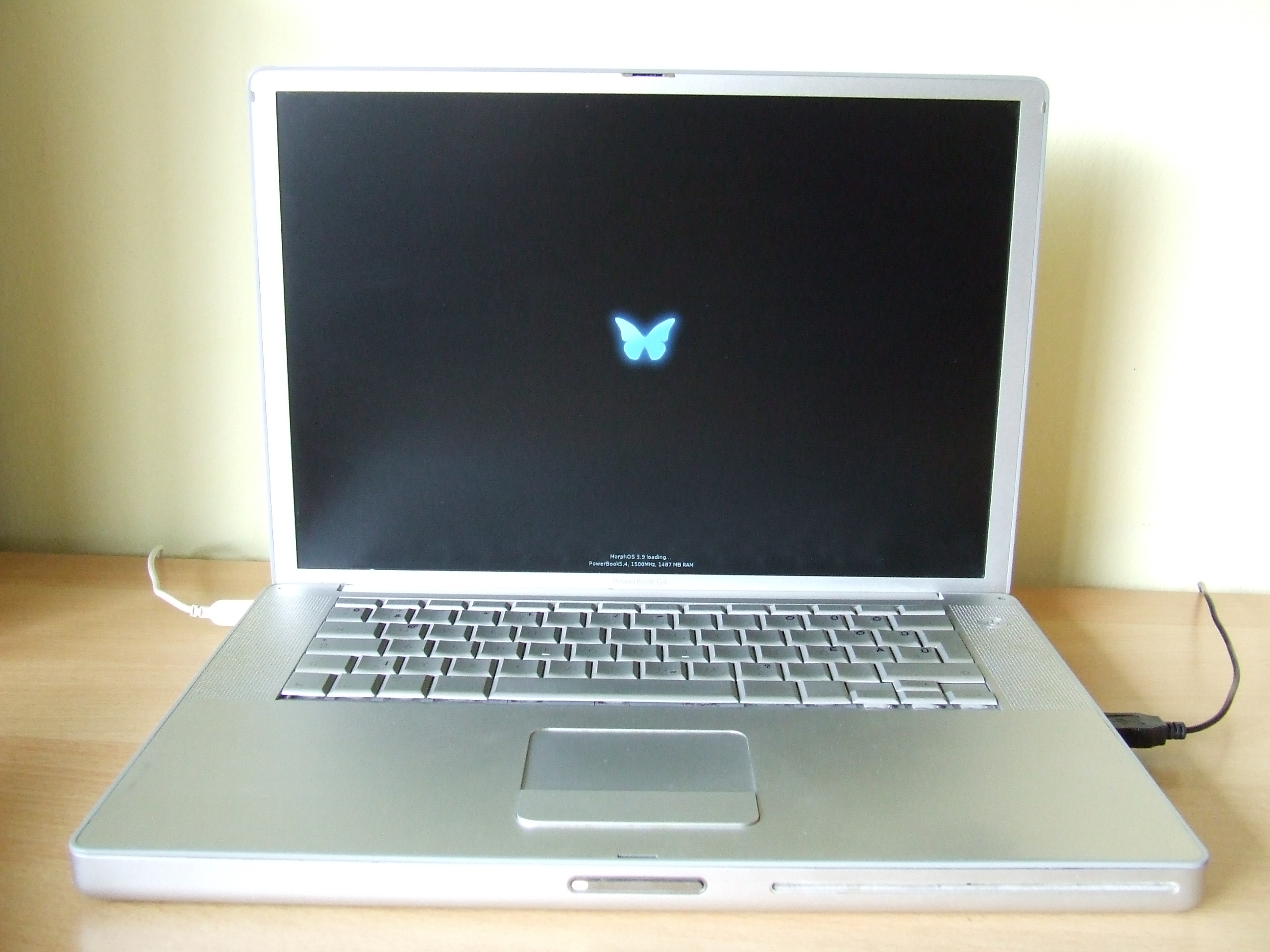
MorphOS bootol egy PowerBook G4-es laptopon

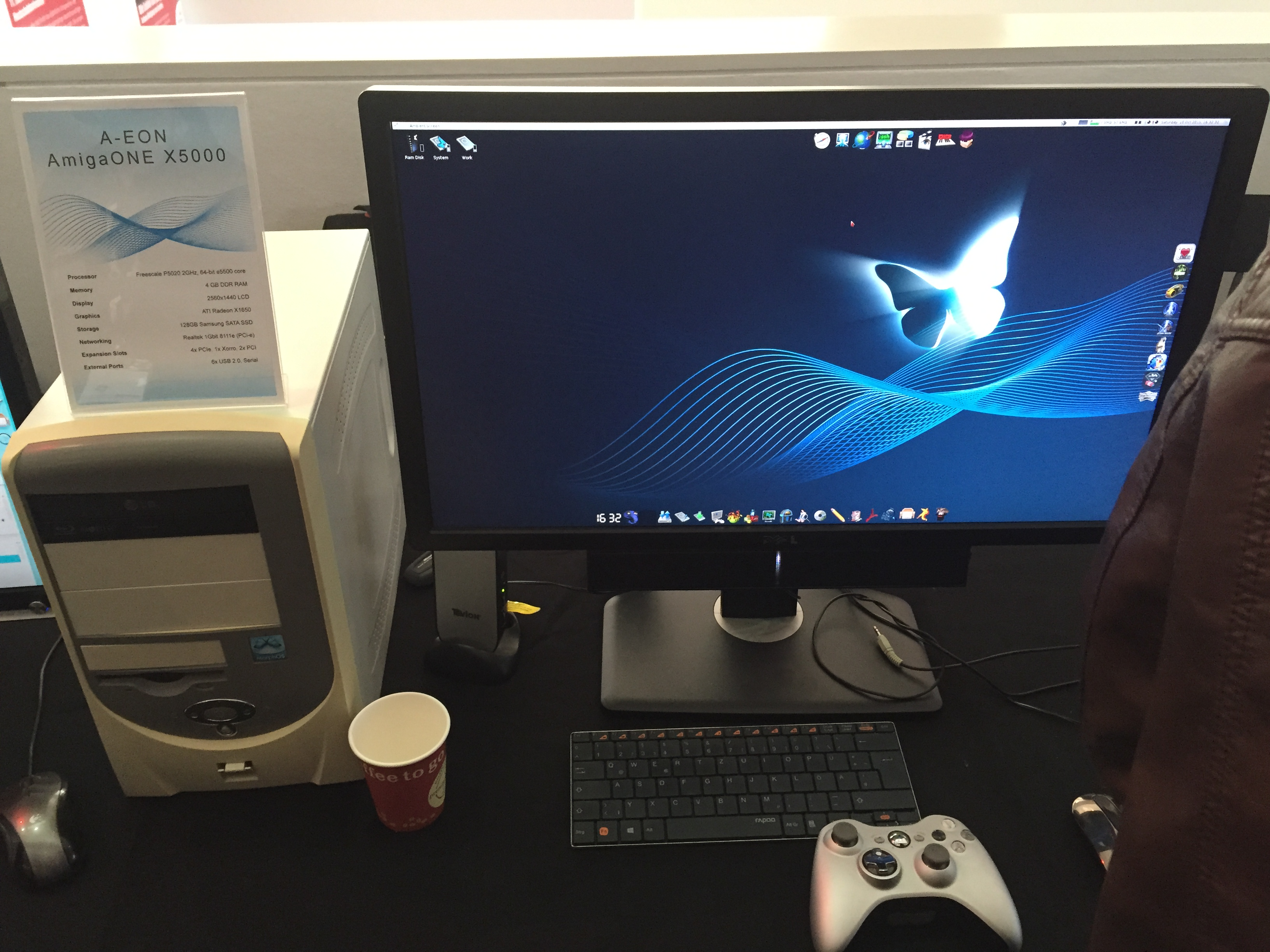
MorphOS fut egy AmigaONE X5000 gépen

- Max. 1.72 GiB RAM; virtuális memória nem támogatott.
- Csak Radeon csipes videókártyák támogatottak, Nvidia nem.
- Open Firmware támogatás

### Amiga
- Amiga 1200 Blizzard PPC bővítőkártyával
- Amiga 3000 CyberStorm PPC bővítőkártyával
- Amiga 4000 CyberStorm PPC bővítőkártyával

### Apple
- Mac mini G4
- eMac
- Power Mac G4
- PowerBook G4 (kivéve a 12" alumínium modellek)
- iBook G4
- Power Mac G5
- Power Mac G4 Cube[12]
- iMac G5 (csak az A1145 – G5 2.1 20" (iSight) modell)

### Genesi
- Efika 5200B
- Pegasos I G3, II G3/G4

### ACube
- Az ACube Systems által gyártott Sam460ex alaplap
- Sam460ex alaplap köré épített AmigaOne 500 modell

### A-Eon Technology
- AmigaOne X1000 modell
- AmigaOne X5000 modell
- A1222 alaplapok

### Harald Kanning
- Mirari prototípus alaplap[13]

## Történet

Az AmigaOS-szerű operációs rendszerek egymáshoz kapcsolódása

A projekt még 1999-ben kezdődött PowerUP gyorsítókártyás Amigán Quark rendszermag alapokon. A korai változatok működésükhöz még támaszkodtak AmigaOS szoftverelemekre. A Genesi (illetve elődcégei a bPlan és a Thendic) kiadták a PowerPC (PPC) alapú Pegasos alaplapot, melyhez a MorphOS béta változatát választották operációs rendszerül a Linux mellé. A működő rendszert bemutatták a Consumer Electronics Show (CES) keretében Las Vegasban. 2003 folyamán, majd 2004-ben is David "Zapek" Gerber, aki az egyik fő fejlesztő nyilvánosságra hozta, hogy nem fizették ki az ő és mások járandóságát. A Genesi vissza is igazolta, hogy fizetési problémák adódtak. A viták végül rendeződtek, viszont a Gerber által kifejlesztett Ambient felhasználói felület akkor aktuális forráskódját kiadták GNU GPL licenc alatt. A felület ma is a MorphOS részét képezi, de azóta már csapatmunkában fejlesztik tovább.
A MorphOS 2.0 változat azévi megjelenését 2008 április elején jelentették be, mely után ténylegesen 2008. június 30-án jött ki az új főverzió. Már tartalmazott TCP/IP protokoll-csomagot (Netstack) és webböngészőt (Sputnik vagy Origyn).
A következő, 3.0-ás főverzió 2012 június elején jelent meg és az első változat volt, amely néhány Apple PowerBook G4 laptoptípust támogatott. A szoftver demo változata letölthető CD-lemezkép és Pendrive-lemezkép formátumokban, azonban 30 perc után lelassul a futási sebessége, ezzel ösztönözve a regisztrációs kulcs megvételére. A licenc a Tools könyvtárban lévő RegTool nevű alkalmazáson keresztül vásárolható meg.